# SD Croatia Berlin
Sportsko Društvo Croatia Berlin e.V. é uma agremiação esportiva alemã, fundada em 1972, sediada em Berlin.

## História
Foi criado em 1972 pela etnia croata como NK Croatia Berlin e foi rebatizado NK Hajduk Berlin em 1985. A associação continuou a crescer através dos anos 80, fundindo-se com o SC Bratsvo 1971 Berlim para se tornar Bratsvo SC-Hajduk Berlin em 1987. No ano seguinte, uma série de clubes menores, tais quais, NK Livno, NK Velebit e NK Dinamo entraram no rebanho até que finalmente a 14 de janeiro de 1989 uma fusão com o SV Croácia 1987 Berlin gerou o clube atual.
O SD se tornou o primeiro clube croata na Alemanha a chegar à competição de terceiro nível, quando foi promovido à Regionalliga Nordost após ser campeão em 1998 da Oberliga Nordost, Staffel Nord (IV). O SD passou apenas uma temporada nesse nível antes de sofrer uma série de revezes. Sofreu o descenso para a Verbandsliga Berlin (V), em 2001, e Berlin Landesliga (VI), em 2003, para a Bezirksliga Berlin (VII).

## Títulos

### Futebol
- NOFV-Oberliga Nord Campeão: 1998;
- Verbandsliga Berlin Campeão: 1996;
- Berliner Landespokal Vice-campeão: 1994;

### Futsal
- DFB Futsal Cup: 2010, 2011;

## Cronologia recente
| Temporada      | Liga                         | Colocação |
| -------------- | ---------------------------- | --------- |
| 1993/94 (V)    | Landesliga Berlin            | 2ª ↑      |
| 1994/95 (V)    | Verbandsliga Berlin          | 6ª        |
| 1995/96 (V)    | Verbandsliga Berlin          | 1ª ↑      |
| 1996/97 (IV)   | Oberliga Nordost-Nord        | 14ª       |
| 1997/98 (IV)   | Oberliga Nordost-Nord        | 1ª ↑      |
| 1998/99 (III)  | Regionalliga Nordost         | 18ª ↓     |
| 1999/2000 (IV) | Oberliga Nordost-Nord        | 10ª       |
| 2000/01 (IV)   | Oberliga Nordost-Nord        | 18ª ↓     |
| 2001/02 (V)    | Verbandsliga Berlin          | 9ª        |
| 2002/03 (V)    | Verbandsliga Berlin          | 15ª ↓     |
| 2003/04 (VI)   | Landesliga Berlin            | 16ª ↓     |
| 2004/05 (VII)  | Bezirksliga Berlin           | 2ª ↑      |
| 2005/06 (VI)   | Landesliga Berlin            | 9ª        |
| 2006/07 (VI)   | Landesliga Berlin            | 4ª        |
| 2007/08 (VI)   | Landesliga Berlin            | 4ª        |
| 2008/09 (VII)  | Landesliga Berlin            | 11ª       |
| 2009/10 (VII)  | Landesliga Berlin            | 16ª ↓     |
| 2010/11 (VIII) | Bezirksliga Berlin (Grupo 1) | 8ª        |
| 2011/12 (VIII) | Bezirksliga Berlin (Grupo 1) | 9ª        |